# Jean-Baptiste Mimiague
Jean-Baptiste Narcisse Mimiague (3. februar 1871 – 6. august 1929) var en fransk fægter som deltog i OL 1900 i Paris. 
Mimiague vandt en bronzemedalje i fægtning under OL 1900 i Paris. Han kom på en tredjeplads i fleuret for fægtemestre efter landsmændene Lucien Mérignac og Alphonse Kirchhoffer.